# یوتو یامادا
یوتو یامادا (ژاپنی: 山田 雄士؛ زادهٔ ۱۷ مهٔ ۲۰۰۰) یک بازیکن فوتبال اهل ژاپن است.
از باشگاه‌هایی که در آن بازی کرده‌است می‌توان به باشگاه فوتبال کاشیوا ریسول اشاره کرد.